# Corfioti italiani

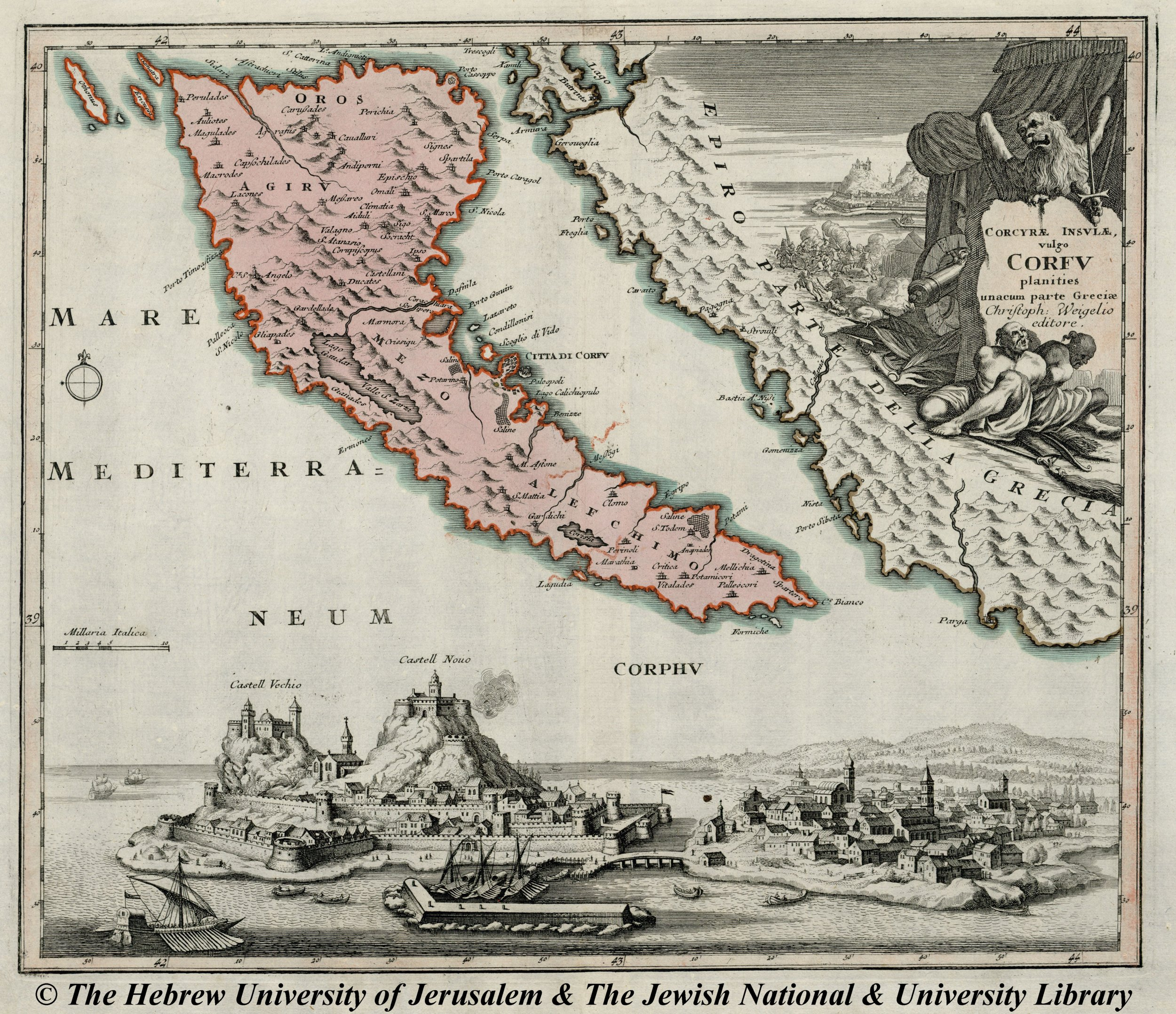
Mappa della Corfù veneziana di Christoph Weigel del 1720, quando i Corfioti Italiani erano la maggioranza della popolazione nella capitale "Città di Corfu".

I Corfioti italiani sono una popolazione dell'isola greca di Corfù con legame etnico e linguistico con la Repubblica di Venezia. Il loro nome fu specificatamente stabilito da Niccolò Tommaseo durante il Risorgimento. Nel mondo solo 10 persone parlano ancora il corfiota Italiano, una specie di dialetto locale simile alla lingua italiana, e per questo è considerata la quinta lingua più a rischio nell’Unione europea.

## Eredità di Venezia
La Repubblica di Venezia dominò Corfù per quasi 5 secoli fino al 1797 ed in questo lungo periodo molti Veneziani si stabilirono sull'isola, costituendone la classe dirigente e mantenendo la loro lingua e la religione cattolica.
Agli inizi del secolo XIX la maggior parte della popolazione di Corfù parlava la lingua italiana come seconda lingua. La città di Corfù era – secondo il Foscolo – «una piccola cittadina veneta».

## Cultura ed architettura

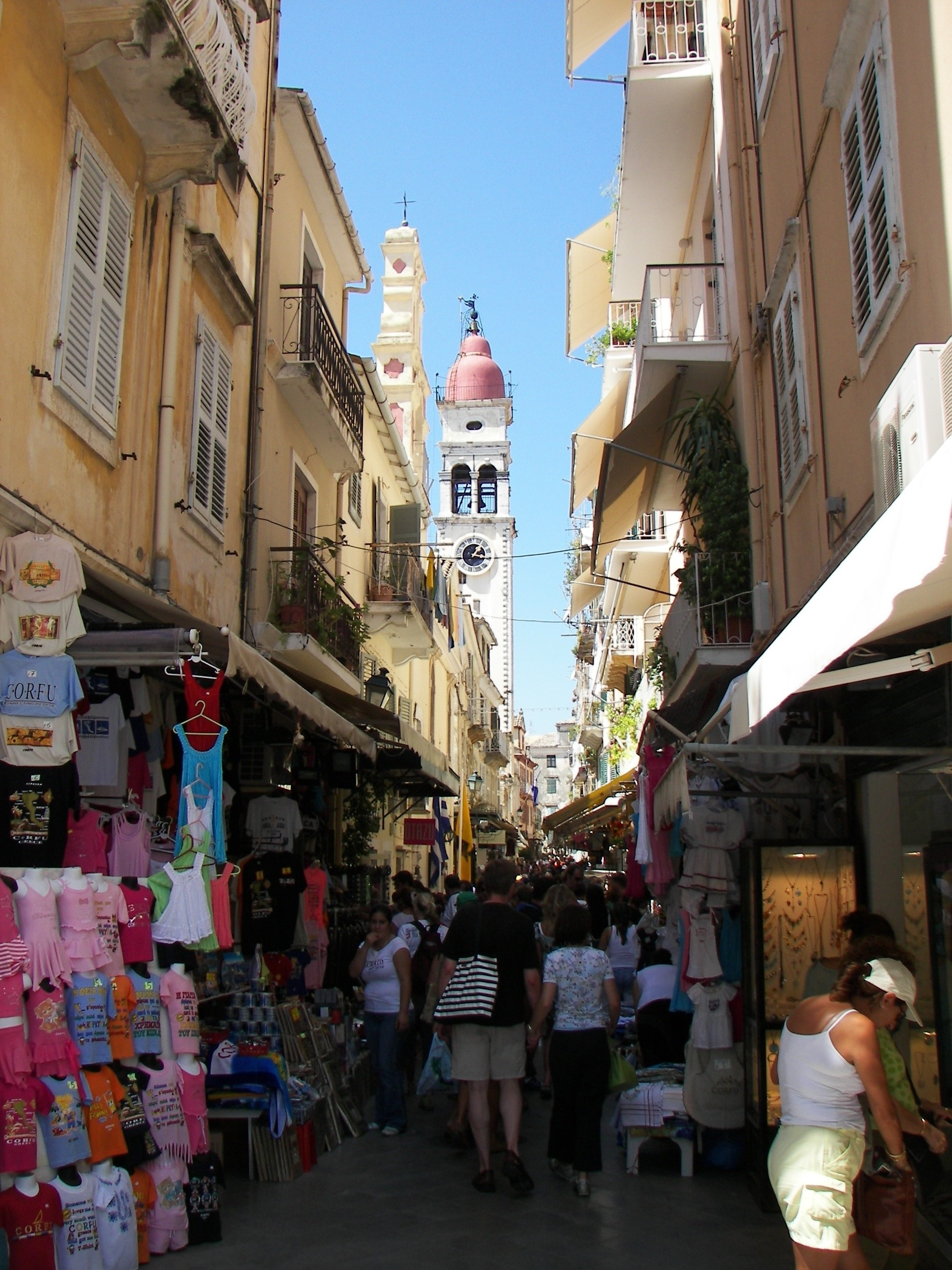
Tipica architettura "veneziana" nel vecchio centro di Corfù città.

Il primo giornale di Corfù fu in italiano: la Gazzetta delle Isole Jonie del 1814.
L'influenza veneto-italiana fu determinante nello sviluppo dell'Opera a Corfù, che vide molti compositori italiani e corfioti esibirsi nel Teatro San Giacomo a Corfù.
Anche l'architettura veneta ed italiana è stata dominante negli edifici della città di Corfù dal Rinascimento fino all'Ottocento.

## Corfioti italiani ed il Risorgimento
Il poeta Ugo Foscolo era nato a Zante e Corfù fu il rifugio di molti patrioti italiani, come Niccolò Tommaseo, sposato con una Corfiota italiana.
Poeti corfioti come Stefano Martzokis (figlio di un italiano di nome Marzocchi) e Geranimos Markonos scrissero in Italiano alcune delle loro opere ancora nella seconda metà del secolo XIX.
Nel 1870 il governo greco vietò l'uso della lingua italiana, temendo l'Irredentismo italiano.

## Età Moderna
Nel 1923, in seguito all'eccidio della spedizione Tellini in Albania, Mussolini fece occupare Corfù (crisi di Corfù), in seguito sgomberata.
Nel 1941 le forze italiane occuparono nuovamente l'isola iniziando una politica di italianizzazione appoggiandosi ai corfioti italiani (allora ridotti a circa cinquemila), con il probabile scopo di preparare l'annessione al Regno d'Italia.
Con la fine dell'occupazione tedesca, il 13 ottobre 1944, le forze partigiane greche, spalleggiate dalle truppe occupanti britanniche, radunarono nella vecchia fortezza 661 corfioti italiani, oltre a circa 500 soldati italiani, col pretesto che si fossero macchiati di "crimini contro la popolazione". Con la liberazione dell'isola vi furono vari tumulti. Le case degli Italiani vennero saccheggiate o bruciate. Il 16 ottobre lasciarono l'isola per l'Italia circa 900 persone. La restante parte giunse in qualche modo sul continente e dovette traversare a piedi l'Albania e di qui arrivò in Puglia. Restarono nell'isola solo pochi individui sia perché avevano contratto matrimoni misti o dissimularono. A costoro venne grecizzato il cognome in genere con l'aggiunta di una "esse" e fu rapidamente assimilata alla comunità greca. I beni dei fuggiaschi (edifici, terreni, negozi, ecc.) furono confiscati e mai più restituiti. Si estingueva per sempre la presenza degli italiani autoctoni a Corfù.
Dopo la sconfitta italiana nella seconda guerra mondiale, il governo greco ha favorito in tal modo la totale integrazione nella società greca dei pochi corfioti italiani rimasti: gli ultimi vecchi che parlavano ancora il "Veneto da mar" dei corfioti italiani sono deceduti negli anni ottanta.

## Altri gruppi parlanti Italiano a Corfù
Abitavano a Corfù anche circa 5000 Ebrei italiani detti Italkian, che furono quasi completamente sterminati dai nazisti dopo la resa dell'Italia l'8 settembre 1943.
Oltre a questi, erano presenti a Corfù circa 3500 maltesi di religione cattolica e di lingua maltese e italiana, immigrati a Corfù da Malta nel corso dell'Ottocento.
Attualmente i Corfioti di religione cattolica sono circa 5.000. Tra questi una buona parte ha origini maltesi, retaggio dell'occupazione britannica del XIX secolo, ed una residua parte dai discendenti della comunità di Corfioti italiani nell'isola.